# 空飛ぶ広報室
『空飛ぶ広報室』（そらとぶこうほうしつ）は、有川浩による日本の小説。航空自衛隊の広報室を舞台に、不慮の事故からパイロット資格を失い広報室へ転属された主人公・空井大祐が経験豊かな先輩たちに囲まれながら広報官として成長していく様子を描く。
初出は2010年の投稿電子書籍サイト『エブリスタ』で連載された。東日本大震災の影響による刊行延期を経て、最終章「あの日の松島」を新たに書き下ろし、2012年7月27日に幻冬舎より単行本が刊行された。2016年4月12日には、幻冬舎文庫より文庫判が刊行された。
2013年にTBSでテレビドラマ化された。

## 概要
著者の有川浩は、当時の空幕広報室の室長（鷺坂室長のモデルとなった人物）から「航空自衛隊を舞台に小説を書きませんか」と持ちかけられ、様々な部隊を取材するも、広報室を舞台にすることが一番面白いと思い、本作を書いたと語っており、作中で稲葉リカが広報室の密着取材に至る理由と酷似している。鷺坂室長だけでなく、比嘉も当時の広報官の1人をモデルとしている。
当初は2011年夏の刊行を予定していたが、同年3月11日の東日本大震災発生に際して著者が刊行延期を決意し、新たに航空自衛隊松島基地を取材して震災対応エピソードを最終章「あの日の松島」に書き下ろして2012年7月27日の出版に至った。
2012年12月には雑誌『ダ・ヴィンチ』の「BOOK OF THE YEAR 2012」で小説ランキング部門の1位を受賞、翌2013年には第148回直木三十五賞候補にノミネートされる。
また登場する1等空佐の男性隊員は2022年のF-15DJ墜落事故で殉職している。

## あらすじ
交通事故による負傷が原因で「飛行機の操縦」が出来なくなり、P免（操縦士免許取り消し）になった戦闘機パイロット空井大祐2等空尉は、航空幕僚監部広報室に転勤したばかりの新人広報官。
ミーハーで詐欺師並みの交渉術を持つ鷺坂正司をはじめ、ガサツすぎて残念すぎる美人・柚木典子や、鷺坂ファンクラブ1号で柚木をして曰く「風紀委員」の槙博己、鷺坂ファンクラブ2号のマイペースなオレ様・片山和宣、フォロー上手の指導担当・比嘉哲広など、個性の強い先輩たちに囲まれながら勤務をしている。
そんな中、鷺坂の命令で空井は、帝都テレビのニュース番組「帝都イブニング」のディレクターで元報道記者の稲葉リカのアテンド役に命じられる。リカは勝ち気で上昇志向が強く、不本意な異動に不満を持っていた。そのうえ、自衛隊にいい感情を持っておらず、アテンド役の空井に挑発的な言動をとり、それに耐えかねた空井はついにリカと衝突を起こしてしまう。

## 登場人物
空井大祐(二尉)..不慮の事故でP免となり空幕広報室へ異動。タックネームはスカイ。
稲葉リカ..帝都TVの元記者。現在はディレクターとして空幕広報室に出入りしており、鷺坂に稲ぴょんと名付けられる。
鷺坂正司(一佐)..空幕広報室室長。どんな相手をも手玉に取ることから詐欺師鷺坂と呼ばれている。
柚木典子(三佐)..空幕広報室唯一の女性であるが女を捨てオッサンとして生きているため、残念な美人と呼ばれる。
槙博巳(三佐)..柚木のオッサンのような行動を止める風紀委員。柚木の過去を知る。※文庫版での名前は槇。
片山和宣(一尉)..オレ様気質で、何故か階級が下である比嘉をライバル視している。
比嘉哲宏(一曹)..ベテラン広報官。昇進試験を受けず幹部の指導役に徹する。

## 書誌情報
- 単行本：2012年7月27日、幻冬舎、ISBN 978-4-344-02217-1
- 文庫本：2016年4月12日、幻冬舎文庫、ISBN 978-4-344-42454-8

## 受賞
- 『ダ・ヴィンチ』「BOOK OF THE YEAR 2012」 小説ランキング部門 1位[6]

## エピソード
- ドラマ化は、防衛省・航空自衛隊の全面協力によって行われ、当時のブルーインパルス隊員を始め多くの自衛官がエキストラとして登場している[7]。
- 航空自衛隊は、同時期に映像化された同作者の作品『図書館戦争』にも撮影協力しているが、エンドロールのクレジットで「空飛ぶ広報室」を名乗っている。
- 2021年7月に行われ、300人が投票に参加した「綾野剛の歴代出演ドラマ人気ランキング」では、『最高の離婚』や『ハゲタカ』らを凌ぎ2位を獲得した[8]。

## テレビドラマ
2013年4月14日から6月23日まで毎週日曜日21時 - 21時54分に、TBS系『日曜劇場』で全11回で放送された。初回は21時 - 22時19分の25分拡大スペシャル、最終話は22時4分までの10分拡大放送。主演は新垣結衣。原作では航空幕僚監部広報室（空幕広報室）の空井大祐2等空尉が主役であるが、ドラマでは帝都テレビ情報局の生活情報番組「帝都イブニング」ディレクターの稲葉リカに主役が変更されている。航空自衛隊が舞台となる初の連続ドラマであり、航空自衛隊の全面協力で撮影が行なわれた。第1話から第10話までは、第1話の冒頭シーンが2009年であるが、その1年後の2010年春から2011年3月11日の東日本大震災発生までを描いている。最終話は、2013年を中心に描いている。 

### キャスト

#### 主要人物
稲葉リカ
演 - 新垣結衣 (幼少期 小林美月)
帝都テレビ「帝都イブニング」の街角グルメ・働く制服シリーズ担当ディレクター。勝気で上昇志向が強い。理不尽なことには徹底して闘おうとする負けず嫌いな性格である。あだ名は「稲ぴょん」（「因幡の白兎」から鷺坂航空幕僚監部広報室室長がつけた）。
新聞記者だった亡き父に憧れて記者を目指し、帝都テレビに就職後希望通り報道部の警視庁付きの記者となった。誰よりも意欲的に奔走したが、その強引な取材方法で実際には冤罪であった容疑者の妻を精神的に追い詰めてしまったことから、入社5年目に報道局から情報局に異動となり、番組ディレクターとして自衛隊特集コーナーを担当することになる。取材を始めた当初は、知識不足や異動による鬱憤から航空幕僚監部広報室のアテンド役である空井に対して挑発的な言動を繰り返す。記者時代のガツガツした態度が抜けず、空井や広報室のメンバーと衝突を繰り返すが、次第に広報室のメンバーと打ち解けていき人との関わり合いの大事さを認識していくようになる。また、広報官としてひたむきに努力する空井の姿を見て、仕事に対する意識を変え、情報局のディレクターとしてのやりがいも見出していき、空井に対して恋心を抱くようになっていく。東日本大震災の発生により空井に会えなくなるが、2年後に松島基地へ帰還したブルーインパルスの取材で空井と再会し、その後結婚する。
空井大祐
演 - 綾野剛 (幼少期 小林空斗)
2等空尉 → 1等空尉。元戦闘機パイロット（TACネーム：スカイ）。空幕広報室広報班。鷺坂広報室長から帝都テレビの稲葉リカの取材窓口担当を任される。
少年の頃に航空祭でブルーインパルスを見て以来、そのパイロットになることを目指す。航空自衛隊に航空学生として入隊し、百里基地第305飛行隊のF-15戦闘機パイロットとなり、ブルーインパルスのパイロットとして松島基地への異動も決まっていた。しかし、2009年3月30日に不慮の交通事故に巻き込まれ、右膝半月板の大部分を損傷し、ブルーインパルスのパイロットとなる夢は破れた。パイロット免許を取り消され、失意のまま異動となった空幕広報室で業務をこなしていたが、リカと関わりあっていく中で明るさを取り戻し、広報官としてのやりがいも見出していく。抜群の視力と戦闘機に関する知識・情熱は未だ健在で、それが広報の中で活かされる。東日本大震災発生時は、偶然に出張で松島基地にいたため、そのまま松島基地での災害救助活動に携わることになる。自ら松島基地への異動願を提出し、正式に松島基地渉外室勤務となる。リカに惹かれていたものの、異動と同時にリカに迷惑や負担をかけたくないという気持ちから彼女に別れを告げた。東日本大震災から2年後、松島基地でのブルーインパルスの飛行訓練再開の日にリカと再会し、その後すぐに結婚する。新婚当初からリカとは遠距離別居婚状態であるが、空は繋がっているとお互いを想いあっている。

#### 防衛省航空幕僚監部
浅野秀樹
演 - モト冬樹
航空幕僚長。親しみやすい人柄だが記者会見には不慣れ。企画をあの手この手で通そうとする鷺坂に振り回されている。

##### 総務部広報室
片山和宣
演 - 要潤
1等空尉 → 3等空佐。広報班。防衛大学校出身。空幕広報室に異動後、民間の広告代理店で1年の研修経験があり、絵コンテ作りが得意。マイペースで仕事に粗が出ることもある。プライドが高く、部下である空井に面倒な仕事を押し付ける。メディアで取り上げてもらうために様々なアイデアを出すがパクリネタも多い（オタク文化に精通している）。小松基地での新人広報官時代に比嘉と組み「小松の名コンビ」と呼ばれていた。しかし、実際は経験豊富な比嘉が仕事をしていた状態であり、次は比嘉と対等に仕事をしたいと思っていた。比嘉が昇任試験を受けずに1曹のままであったため、彼には向上心がないと決めつけ、一方的に突っかかる態度を取っていたが、誤解が解けたことと空井の働きもあって和解した。色恋話に目がないが、柚木と槙の交際に広報室でただ一人気づかないなど恋愛に疎い。2013年になって婚活に励み、見合い相手へのプロポーズに成功した。最終話では、芦屋基地の総務班長となっている。
比嘉哲広
演 - ムロツヨシ
1等空曹 → 空曹長 。広報班。空井の教育係。小松基地時代は、片山の教育係だった。広報の仕事や心構えを空井に教え、実務においては空井の補佐を行う。広報の仕事に精通しており、フォロー上手で、彼のおかげでピンチを切り抜けることも多い。幹部昇任試験を毎年受けずにいるのは、自衛隊において特殊といえる広報の仕事を引き継いでいくために転勤の少ない熟練の広報スタッフとなる下士官が必要だという持論のためである。最終話では第1話のメンバーで唯一、広報室に残っている。妻の実家は造り酒屋。
石橋栄治
演 - 大塚ヒロタ
2等空曹。広報班。広報室公式WEB担当。ネットで知り合った彼女がおり、遠距離恋愛をしている。
小暮聡
演 - 岩寺真志
2等空佐。広報班長
柚木典子
演 - 水野美紀
3等空佐。報道班。防衛大学校卒業後、千歳基地の高射隊に配属された際に、部隊初の女性幹部だったために、意地の張り合いで男性の部下たちと対立して孤立してしまった。別の高射部隊にいた鷺坂に引き抜かれて助けられた。その体験から、男性的ながさつな振る舞いをわざとするようになった。リカとは当初対立しやすかったが、男社会で働く者同士理解できることもあって、次第にうち解けていき、2人で飲みに行く間柄になった。恋愛には疎く、槙の気持ちには全く気付いていなかった。最終話では入間基地所属。槙と結婚しており第一子を授かる。
槙博巳
演 - 高橋努
3等空佐。報道班。柚木の防衛大学校の剣道部時代の後輩で、その頃から柚木に密かに思いを寄せていた。柚木の乱雑な言動を咎めるのは、かつての柚木を知っている悔しさからである。かなり前に別れた民間の彼女がいたが、柚木と距離感を保ちたいために、まだ付き合っていることを装っていた。しかし、PVの撮影時に別れていたことを柚木に明かし、デートに誘ったり、広報室のメンバーの面前で可愛いと口にしたりするなど気持ちを伝えている。最終話では十条の補給本部に異動しており、柚木と結婚して第一子を儲けている。
鷺坂正司
演 - 柴田恭兵
1等空佐。広報室長兼報道担当官。異名は「詐欺師・鷺坂」。民間企業のベテラン営業マンの様に関連部署への根回しや交渉に長けている。普段はおどけたような態度を見せているが部下思いで、芯を持った人物。部下を全面的に信頼し、優しく接するが、間違ったことをした時には厳しく叱ることもある。空井やリカに仕事面で多大な影響を与えただけでなく、煮え切らない2人を恋愛面に関しても後押しをした。空井がリカと抱き合い、想いを打ち明けている瞬間を写真に収め、メールで送信して既成事実を作るなど抜け目ない所がある。愛妻家で有名だったが、1995年に心臓疾患で妻の雪子を亡くしている。亡き妻の料理の味を思い、その味を再現しようとする過程で覚えた料理はプロ並み。自宅でのインタビュー時に、リカと空井に料理を振る舞っている。2011年3月5日付で1等空佐の56歳定年で退官をしたが、東日本大震災の際には自衛隊OBとして、行方不明の隊員家族の捜索活動に従事した。その後も東京と宮城を往復し、被災者の心のケアをしている。また退官後も近所の子供が集まる野球チームのコーチを続けている。

#### 航空自衛隊百里基地
大藪泰和
演 - 吉家章人
1等空尉。第７航空団司令部渉外室広報班長
村瀬勝彦
演 - 池内博之
2等空佐。第７航空団飛行群第305飛行隊長。空井の元上官。事故後に変わってしまった空井を心配し、新しい配属先の上官である鷺坂に空井のことを頼んでいた。
峰永圭介
演 - 阿部丈二
2等空尉。TACネーム：ナッシュ。第305飛行隊パイロット。空井の同期。親友でありライバル。事故後の空井がもうパイロットに戻れないことを知らず、励ましのつもりで「空で待っているから」と言ってしまったことを悔いて、連絡を断っていた。しかし、リカによる結婚式の取材をきっかけに、再会を果たす。TACネームのナッシュは、ワイン用ブドウ品種のグルナッシュに因んでいる。

#### 帝都テレビ
阿久津守
演 - 生瀬勝久
情報局「帝都イブニング」チーフディレクター。20年以上もグルメレポーターとして活躍していたため、血管がボロボロで食事制限を受けている。異名は「街角グルメの仙人」。当初、情報局を軽んじていたリカを無能呼ばわりしていたが、彼女が情報局の仕事に熱意を見せ始めてからはリカのことを認める。厳しいことを言うが、実は部下思いであり、リカが問題を起こして番組制作から外されそうになった時には、彼女を上層部から守った。現場にこだわり、チーフディレクターに留まっていたが、上司や家族に説得されたことから部長への昇任を承諾し、最終話では情報部企画担当部長となっている。
佐藤珠輝
演 - 大川藍
情報局「帝都イブニング」AD。好みの男性は制服男子の細マッチョで空井に好意を寄せている。空井に携帯の待ち受けを見せて欲しいと言いながら、彼のメールアドレスを手に入れるなどしたたかな面もある。しかし空井が自分に気が無いことに気付くと、あっさりと身を引く。当初は仕事への熱意はなかったが、真面目に仕事に取り組むようになる。最終話では大津と交際している。
藤枝敏生
演 - 桐山漣
アナウンサー。帝都イブニング「街角グルメ」担当キャスター。リカの同期で恋愛関係ではないが仲が良く、2人で飲みに行き、互いに相談し合う間柄。そのため空井は一時、彼とリカが付き合っていると勘違いしていた。付き合う彼女を次々に変えるプレイボーイ。派手な見た目と裏腹に、常識的で仕事ぶりは真面目である。原稿を読むときに噛み癖があり、当人も自覚し気にしている。報道番組をやりたいという志からストレートニュースの臨時キャスターを担当したが、噛み癖連発で失態を演じて落ち込み、志を諦めようとしたが、リカから励まされた。最終話では、報道番組「Newsピープル」のキャスターを務めている。
香塚ともみ
演 - 三倉茉奈
報道局記者、警視庁担当。リカの同期でライバル関係にある。リカが生き生きと情報局で仕事をする姿に嫉妬するようになるが、問題を起こしたリカがさらに事態を悪化させないように諭した。
坂手はじめ
演 - 渋川清彦
技術局カメラマン。現場で画を取るときにリカに指示を受けるが、無理難題を言われたりするので、しばしばリカと対立する。峰永2尉の結婚式を境にリカをディレクターとして認めはじめ、「稲葉」と名前で呼ぶようになる。最終的に、リカと空井が互いに思っていることを感じ、さりげないフォローまでするようになる。涙もろく、特に父娘の絆を感じる場面では号泣してしまう。取材がきっかけで自衛隊に嵌りはじめ、急速に知識を増やしている。広島県出身。
大津裕一
演 - 前野朋哉
技術局カメラマンアシスタント。なかなか自分の意見を言えない気弱な性格だったが、第1高射群機動展開訓練の取材時に横柄な態度をとる記者に対して怒鳴るなど強気な姿勢を見せるようになった。郡山市の実家が震災で全壊した事を最終話で明かしている。珠輝と交際している。
升田尚宏
演 - 本人
帝都イブニングのメインキャスター。

#### その他
鷺坂雪子
演 - 霧島れいか
鷺坂の妻。絵を描くのが趣味で、鷺坂の転勤のたびにスケッチブックを手に近所を散策して、そこでの発見を鷺坂に休日に報告していた。鷺坂は度重なる転勤を楽しめたのは全部妻のおかげと語っている。1995年1月17日、心臓疾患で他界。危篤の際、鷺坂は阪神・淡路大震災への災害派遣の待機中で、彼女の死に目に会えなかった。
桐谷隆史
演 - 桐谷健太
俳優。愛称：キリー。日曜劇場『報道記者、走る!』主演の人気俳優で、自衛隊の女性自衛官にファンが多い。ドラマの撮影のために百里基地を訪れたことがきっかけで、自衛隊に興味を持ち、ドラマの続編の番宣を兼ねてT-4に乗せてもらえないかと空井に頼み、ブルーインパルスの曲技飛行を楽しんだ。

#### ゲスト
複数話登場の場合は括弧（）内に表記
第2話
洋食「ナポリ」店主
演 - 沼田爆
稲葉が担当する番組「街角グルメ」で紹介した洋食「ナポリ」の店主。
第3話
滝川安奈
演 - 川村ゆきえ
峰永の婚約者。ワインの試飲会で峰永と知り合う。自衛官と一緒になることを、父が納得し結婚を許してもらえるまで根気よく説得する。
滝川紘一
演 - 佐野史郎
安奈の父親。有事の際に命を落とす危険がある職業に就く峰永と娘が結婚することに居たたまれない気持ちになり、披露宴の途中で中座してしまう。
滝川理恵子
演 - 原日出子
安奈の母親。夫と違い、娘の結婚には賛成していた。そのため、披露宴の途中で夫と口論になってしまう。
第4話
古賀義正
演 - 的場浩司（第5話）
空曹長 → 准空尉。航空自衛隊習志野分屯基地第1高射群第1高射隊。柚木は千歳基地時代の上官に当たり、男性社会の中で初めて女性幹部の部下になったことで対応に困り、端から彼女は仕事が出来ないと決めつける。他の隊員を懐柔し彼女を孤立させていき、柚木が「男性的な振る舞いをしなければ負けてしまう」と考える根本の原因を作る。しかし、現在はそのことを反省し、新人女性幹部の中島二尉を支えている。柚木とは、高射隊の公開訓練で再会し、和解した。
岩崎千鶴
演 - 石橋菜津美
入学後1か月の防衛大学校1年生。剣道の稽古中、男性に体力的にかなわない悔しい思いで泣いてしまう自分に腹が立つと涙ぐんでいた。
佐原
演 - 及川いぞう
防衛大学校剣道部師範。柚木の恩師。
神崎
演 - 松原正隆
帝都テレビ報道局チーフ代理。男尊女卑の考えを持ち、ヘルプで来たリカのことを女性だというだけで仕事が出来ないと決めつけ軽視、実際に仕事が出来ていない男性社員・御子柴（演：横田椋）には甘い態度で接する。
第5話
中島和美
演 - 小泉麻耶
2等空尉。高射隊幹部で古賀の上官。千歳基地時代の柚木と重なる部分がある。だが、自尊心によって作戦行動に支障があってはならないと柚木の一件で学んだ古賀の尽力もあり、風通しがいい職場でいきいきと任務を遂行している。
増永
演 - 山中崇
記者。第1高射群機動展開訓練の取材時、地対空ミサイルを装備した自衛隊車両が起こした接触事故に対し、訓練続行の安全性について柚木に詰め寄った。
碓氷リュウ
演 - 矢作兼（第6話）
『ファントム・デイ・ドリーム』『ヘル・フレーマー』を代表作に持つ漫画家。2011年1月頃に航空自衛隊を題材としたSF漫画を新しく執筆するにあたり、空井たち広報班にF-15戦闘機などの資料提供を求める。空井がリカとお揃いで購入したF-15のボールペンを欲しがるが空井に頑なに断られる。航空ファンである。
浅野
演 - 西慶子（第6話）
漫画雑誌『MONTHLY BOWZ』。碓氷の漫画担当編集者。
立花
演 - 土屋裕一（第6話）
Supermarine Spitfire担当マネージャー。夏フェス内で「SS」が登場するシーンに合わせてT4をフライパスする計画は近隣住民への騒音問題の配慮から夏フェス主催側のスポンサーの賛同が得られず、計画が頓挫する。
第6話
金谷
演 - 勝俣州和
2等空佐。浜松基地第1航空団教育飛行群第31教育飛行隊隊長。片山が仮の飛行計画をイベント会社に渡したことで当初から考えていた飛行計画を作り直さなければならなくなり立腹したが、元パイロットの空井と話したことでわだかまりは消え、協力的になった。
原田
演 - 金剛地武志
浜松基地広報班。
陸幕広報室長
演 - 八代英輝
アイドルグループ・セラフィン（演：つりビット）が水着姿でジープに乗車してPVを撮影する企画案が防衛省の許可が下りなかったために協力を断念する。また、陸上自衛隊が断った案件に航空自衛隊が新しい企画を提出したことに難色を示すが、鷺坂が上手くフォローし事態を収める。
前園
演 - 芋洗坂係長
セラフィン担当マネージャー。新曲のPV協力を陸上自衛隊に依頼するが断られ、新しい案を作り直そうとしていた矢先に航空自衛隊の空井から新しい提案を受ける。
第7話
佐伯
演 - 鈴木亮平
1等空曹。航空救難団百里救難隊救難員（通称：メディック）。航空幕僚監部広報室が作成する広報用のPV撮影に協力する。
伊藤
演 - 冨家規政
1等空佐。航空幕僚監部幹部。広報室が作成した広報用のPVを見て、バーのような飲酒施設から自衛官が緊急出動するのはイメージが悪いのではないかと難色を示す。
第8話
芳川秋恵
演 - 南明奈（第9話）
空士長。26歳。入間基地第2輸送航空隊整備群検査隊2分隊整備員。父はC-1輸送機の元パイロット。広報室が低予算でドキュメンタリータッチのPVを新しく作成することになり、「入隊する理由」をテーマにPVの主人公に選ばれる。空井とは浜松基地での基礎課程時の同期で、ファミレスで夢を語り合うなど仲がよかった。
大野
演 - 中脇樹人
航空気象群入間気象隊。
松田
演 - 佐伯新
千歳基地広報班。
第9話
室崎統治
演 - 新井康弘
帝都テレビ報道局長。
小日向耕三
演 - 中村ゆうじ
NPO法人はたらく市民の会代表。航空自衛隊が作成したPRビデオは、姑息なイメージ戦略によって就職難に喘ぐ人たちを搾取する思惑がある、戦争賛美であり、創作された親子の美談であると新聞のコラムや帝都テレビの報道番組内で批判的な意見を述べる。
津川隆志
演 - 河野洋一郎
経済評論家。帝都テレビの報道番組「NEWSピープル」のゲストコメンテーター。共演した小日向と意見が対立する。
泉
演 - 西尾季隆（10話）
あけぼのテレビのバラエティ班ディレクター。営業に来た空井の企画に「今は時期が悪い」と難色を示す。しかし、半年後には別企画で空自を取り上げた。
加藤
演 - 水橋研二
帝都テレビ報道局「Newsピープル」担当ディレクター。番組内で持論をまくしたて始めた小日向をCMを挿入することで止めるが、フォローはしなかった。その後、空自を庇うリカに対して苦言を呈していたのをリカに聞かれ、反論されるも「お前はどの立場でものを言っているの」などと言い返す。
第10話
島崎
演 - 中村竜（最終話）
3等空佐。松島基地第4航空団飛行群第11飛行隊（通称：ブルーインパルス）パイロットで、TACネームは「アイラ」（「島」=「アイランド」に由来）。30歳手前という若さでブルーインパルスに選抜された空井の実力を認めていた。キリー出演の帝都テレビの特別番組に協力する。2013年の時点でもブルーインパルスのパイロットであり、取材に訪れたリカに、ブルーインパルスが津波を免れ、帰還したことへの想いなどを語った。
最終話
山本
演 - 富澤たけし（サンドウィッチマン）
3等空佐。第４航空団司令部総務部渉外室長。松島基地での空井の上官。
神谷
演 - 高山侑子
空士長。
須田
演 - 伊藤修子
3等空曹。
上記2名は松島基地所属の女性隊員。帝都テレビの取材に協力し、東日本大震災が発生した当時の状況について、リカのインタビューに答える。
三上
演 - 宍戸美和公
渡辺
演 - 三鴨絵里子
上記2名は宮城県東松島市小野地区の住人。震災からの復興が早く進むことを願い、仮設住宅の主婦仲間で集まり、おのくんを制作し販売する活動をしている。「めんどくしぇ」が合言葉。
おのくん

### スタッフ
- 原作 - 有川浩『空飛ぶ広報室』（幻冬舎刊）
- 脚本 - 野木亜紀子
- 音楽 - 河野伸
- 演出 - 土井裕泰、山室大輔、福田亮介
- 主題歌 - 安室奈美恵「Contrail」（Dimension Point）[13]
- 演出補 - 福田亮介、渡部篤史、宮崎真佐子、西岡衣舞、井村太一
- 音楽コーディネーター - 溝口大悟、池田修平
- タイトル - 井田久美子
- CG - 田中浩征、小林亜喜、星川順一郎、稲生諭、梶哲也、工藤理恵
- 特殊メイク - 松井裕一
- 医療監修 - 浮山越史
- 料理監修 - 赤堀博美
- 徒手格闘指導 - ビッグファイタープロジェクト
- イラスト協力 - 萩原幸子
- 空撮協力 - 山﨑隆一
- DVカム撮影 - 新垣結衣
- 協力 - 防衛省、航空自衛隊、防衛大学校
- 撮影協力 - 日本科学未来館
- 資料提供 - 毎日新聞社（第7話）
- 映像提供 - サイエンスチャンネル、神戸市（第7話）
- プロデューサー - 土井裕泰、磯山晶
- プロデュース補 - 木村政和、藤井和史、笠原伊代
- 製作著作 - TBS

### 放送日程
| 各話                                                       | 放送日  | サブタイトル                                        | 演出     | 視聴率 |
| ---------------------------------------------------------- | ------- | --------------------------------------------------- | -------- | ------ |
| 第1話                                                      | 4月14日 | 人生どん詰まりの二人…君の涙が私の未来を変えた       | 土井裕泰 | 14.0%  |
| 第2話                                                      | 4月21日 | 浅学非才・馬鹿丸出しの私…でも答えは自分で探す       | 土井裕泰 | 13.5%  |
| 第3話                                                      | 4月28日 | 覚悟のいる結婚…いつも笑顔でいよう                   | 山室大輔 | 11.6%  |
| 第4話                                                      | 5月05日 | 美女がオッサンになった理由                          | 山室大輔 | 11.1%  |
| 第5話                                                      | 5月12日 | 過去との再会・初めての告白                          | 土井裕泰 | 10.6%  |
| 第6話                                                      | 5月19日 | 伝説のあぶない名コンビ復活!?                        | 福田亮介 | 13.4%  |
| 第7話                                                      | 5月26日 | いざという時そばにいられない男だけどそれでもいいか? | 山室大輔 | 12.1%  |
| 第8話                                                      | 6月02日 | 運命が変わる2秒間                                   | 土井裕泰 | 12.1%  |
| 第9話                                                      | 6月09日 | つのる想い・あふれる涙                              | 福田亮介 | 12.5%  |
| 第10話                                                     | 6月16日 | 君の隣で見えた景色                                  | 山室大輔 | 11.7%  |
| 最終話                                                     | 6月23日 | 2年後の再会〜二人で大空に描く未来                   | 土井裕泰 | 15.3%  |
| 平均視聴率 12.6%（視聴率は関東地区・ビデオリサーチ社調べ） |         |                                                     |          |        |

### 関連商品
DVD / Blu-ray
- 空飛ぶ広報室 DVD-BOX（2013年11月29日、TCエンタテインメント、TCED-1913）
- 空飛ぶ広報室 Blu-ray BOX（2013年11月29日、TCエンタテインメント、TCBD-0266）

CD
- 河野伸『TBS系 日曜劇場 空飛ぶ広報室 オリジナル・サウンドトラック』（2013年6月12日、Anchor Records、UZCL-2044）

### 受賞
- 第22回 橋田賞[16]
  - 新人賞（綾野剛、『八重の桜』『最高の離婚』と合わせて受賞）

### 原作との相違点
主人公が原作の空井大祐から稲葉リカに変更されたこともあり、多くの設定などが原作と異なっている。
- 原作では淡い描写に留まっていた空井とリカの恋愛感情が、ドラマでははっきりと描かれており[10]、最終話では2人は結婚している。
- 番組内で撮影されるドラマ『報道記者、走る』の放送曜日、放送枠が、原作では月曜日の月9ドラマ枠だが、ドラマでは毎週日曜日に放送されることもあり日曜日の日9ドラマ枠となっている。
- 『報道記者、走る』の主演である隆史の苗字が、原作での桐原がドラマでは桐谷に変更されている。また、ドラマオリジナルキャラクターが数人登場する。
- 「帝都イブニング」チーフディレクターの阿久津守が、「街角グルメの仙人」という渾名が存在するのはドラマオリジナルの設定である。また、阿久津守は原作では比較的出番が少ないが、ドラマでは稲葉リカが主役に変更された事もあり、レギュラーとして毎回登場している。
- 空井大祐の親友でありライバルでもある峰永圭介と滝川安奈との結婚、滝川安奈の父・紘一が娘の結婚に対する葛藤のエピソードなどは、ドラマオリジナルである。
- 原作では既婚者で小学生の娘がいる片山一尉が、ドラマでは独身であり、合コンで彼女を作ろうとがっついて引かれるなど「残念なイケメン」という設定である。
- 藤川秋恵士長の名字が「芳川」に変更されている[注 11]。また、空井と昔馴染みというのも、ドラマオリジナルの設定である。
- 鷺坂室長が2011年3月5日付で、定年退職している。その後の詳細については本人の項を参照（原作では千歳基地へ異動により、北海道へ移住する）。
- 登場する基地の多くが変更されている。（例：空井が広報官になる前に所属していたのは、原作では築城基地だが、ドラマでは百里基地。1話のドラマ撮影は、原作では入間基地で行われるが、ドラマでは百里基地。）
- 時系列と空井の異動の経緯が異なっている。原作では、空井とリカが初めて会ったのが2008年春で、空井は2010年秋頃に松島基地に異動となり、その半年後東日本大震災に遭う。そして震災の10か月後、リカが取材で松島基地を訪れ、ブルーインパルス帰還の目処は立っていない状態で物語は終わる。一方ドラマでは、2人が初めて会ったのが2010年の春で、空井は2011年の3月11日、たまたま出張で松島に来ていたために被災、その後自ら志願して、松島基地に異動する。そして2013年4月、ブルーインパルス帰還直後の松島基地の取材をするため、リカが空井と再会する。

### 登場した主な基地・部隊・装備
全話
防衛省航空幕僚監部総務部広報室広報班・報道班
第1話
百里基地 第7航空団飛行群第305飛行隊 F-15J
CH-47 （入間基地航空救難団入間ヘリコプター空輸隊所属）・UH-60J（百里基地航空救難団百里救難隊所属）
第2話
入間基地 C-1
第3話
レーダーサイト（回想）
百里基地 第7航空団飛行群第305飛行隊 F-15J
中央音楽隊
第4話
防衛大学校
千歳基地 第3高射群（回想）
第5話
入間基地 第1高射群第4高射隊・第1高射隊（習志野分屯基地所属）・第2高射隊（武山分屯基地所属） PAC-3
第6話
浜松基地 第1航空団飛行群第31教育飛行隊 T-4
防衛省定例会見（防衛省記者会の管轄）
第7話
百里基地 航空救難団百里救難隊（メディック） UH-60J、U-125A
第8話
入間基地 第2輸送航空隊整備群検査隊2分隊 C-1
入間基地 航空気象群入間気象隊
第9話
入間基地 第2輸送航空隊整備群検査隊2分隊 C-1
第10話
入間基地 基地業務群管理隊歩哨犬管理班
入間基地 低圧訓練装置（チャンバー）
松島基地 第4航空団飛行群第11飛行隊 ブルーインパルス
最終話
松島基地 第4航空団飛行群第11飛行隊 ブルーインパルス
松島基地 第4航空団司令部監理部渉外室
その他、陸上自衛隊第302保安警務中隊（第1話）、F-4EJ（第1話）、RF-4E（第3話）、U-125（第5話）、YS-11（第5・9話）、U-4（第5・8話）、E-767（第6話）、T-7（第6話）、F-2（最終話）などの部隊・装備が本編で確認できる。
| TBS 日曜劇場                       | TBS 日曜劇場                             | TBS 日曜劇場                                   |
| 前番組                             | 番組名                                   | 次番組                                         |
| ---------------------------------- | ---------------------------------------- | ---------------------------------------------- |
| とんび （2013年1月13日 - 3月17日） | 空飛ぶ広報室 （2013年4月14日 - 6月23日） | 半沢直樹 (2013年版) （2013年7月7日 - 9月22日） |